# Tweede Kamerverkiezingen 2021/Kandidatenlijst/CDA
Van de kandidatenlijst voor de Tweede Kamerverkiezingen van 2021 van het Christen-Democratisch Appèl (CDA) werd op 27 oktober 2020 de conceptversie bekendgemaakt. Gepland was de definitieve lijst op 12 december 2020 op het digitale congres van het CDA vast te stellen, maar dit congres werd uitgesteld tot 9 januari 2021 nadat Hugo de Jonge kort daarvoor bekendmaakte af te zien van het lijsttrekkerschap.

## Achtergrond
Kamerlid Chris van Dam bedankte voor plek 24, en kwam op zijn verzoek op plek 49 (en later 47). Minister van Gehandicaptenzaken Rick Brink bedankte voor plaats 25 op de lijst. Kamerlid Maurits von Martels bedankte voor plek 39.

## Landelijke kandidaten
- vet: verkozen
- schuin: voorkeurdrempel overschreden

1. Wopke Hoekstra - 437.240 stemmen
2. Pieter Omtzigt - 342.472
3. Anne Kuik - 32.945
4. Inge van Dijk - 16.851
5. Raymond Knops - 8.881
6. Pieter Heerma - 1.393
7. Mona Keijzer - 18.031
8. Agnes Mulder - 5.736
9. Harry van der Molen - 3.955
10. Lucille Werner - 7.133
11. Jaco Geurts - 4.282
12. Hilde Palland-Mulder - 3.990
13. René Peters - 2.029
14. Derk Boswijk - 1.603
15. Mustafa Amhaouch - 3.060
16. Joba van den Berg[a][b] - 2.808
17. Henri Bontenbal[a][b] - 1.345
18. Evert Jan Slootweg[a][b] - 665
19. Wytske Postma - 3.131
20. Julius Terpstra - 1.297
21. Harmen Krul[b] - 1.985
22. Bart van den Brink[b] - 1.655
23. Eline Vedder[b] - 9.377
24. Frank Meerkerk - 667
25. Martijn van Helvert - 15.212
26. Jantine Zwinkels - 1.442
27. Jaap Jonkers - 753
28. Jelle Beemsterboer - 6.275
29. Eveline Tijmstra - 880
30. Marieke Nass - 3.962
31. Froukje de Jonge - 955
32. Lea van der Tuin - 449
33. Mustafa Bal - 517
34. Cees de Jong - 1.346
35. Piet-Cees van der Wel - 3.225
36. Bert van Steeg - 99
37. Gabrielle Heine - 1.795
38. Michiel Dijkman - 373
39. Rudesindo Nunez Queija - 406
40. Inge Mous - 224
41. Patricia van de Vijver - 371
42. Huibert van Rossum - 169
43. Douwe de Vries - 2.703
44. Bo ter Braak - 1.242
45. Evert Jan van Asselt - 139
46. Martin Reesink - 214
47. Chris van Dam - 9.360
48. Ingeborg ter Laak - 323
49. Karsten Klein - 69
50. Ferd Grapperhaus - 1.502
51. Ank Bijleveld-Schouten - 971

## Regionale kandidaten
De plaatsen vanaf 52 op de lijst waren per kieskring verschillend ingevuld.

### Groningen
1. Dick Berghuis - 35
2. Jacob Boonstra - 37
3. Gert Brouwer - 22
4. Henk Bulle - 20
5. Nayma Dahri-Loualidi - 23
6. Harma Dost - 64
7. Erik Drenth - 36
8. Ingrid Drent-Sinot - 36
9. Ruben Eisses - 34
10. Luit Engelage - 36
11. Laura van de Giessen - 29
12. Marjan Heidekamp-Prins - 38
13. Herma Hemmen - 35
14. Alma den Hertog-Fluks - 30
15. Marnick Joustra - 63
16. Mara Min - 16
17. Ulfert Molenhuis - 26
18. Jannes Paas - 28
19. Jacob Klaas Star - 19
20. Geertje Veenstra - 36
21. Robert de Wit - 19
22. Agnes Wubs-Kramer - 58

### Leeuwarden
1. Bauke Dam - 137
2. Jan Willem Sietsema - 84
3. Ria van Zwieten-van Sleen - 125
4. Janny Schouwerwou - 11
5. Lucienne Boelsma-Hoekstra - 235
6. Albert van der Ploeg - 98
7. Friso Douwstra - 67
8. Engbert van Esch - 31
9. Ronald Bootsma - 53
10. Robert van der Spek - 40
11. Wim Eilering - 46
12. Bearn Bilker - 60
13. Jouke Spoelstra - 159
14. Irene Spoelstra - 88
15. Fokelien van der Meulen-Diever - 91
16. Wil van den Berg - 15
17. Karin van der Velde-Ronda - 56
18. Joop Atsma - 137
19. Uilkje Attema-de Groot - 95
20. Sietske Poepjes - 362

### Assen
1. Frits Alberts - 48
2. Roy Meijer - 44
3. Gertjan Zuur - 40
4. Tom Scheepstra - 30
5. Hanneke Wiersema - 38
6. Klaas Neutel - 22
7. Danny Smit - 91
8. Sonja Hilgenga-van Dam - 40
9. Erik Jan Kreuze - 74
10. Henk ten Hulscher - 8
11. Henk Middendorp - 13
12. Maarten Bosma - 52
13. Henk Reinders - 30
14. Henk Jumelet - 218

### Zwolle
1. Marc Smellink - 226
2. Lisanne Spanbroek - 119
3. Yme Drost - 116
4. Jan Nabers - 158
5. Mart van Lagen - 72
6. Margreet Bosma-van Wieren - 128

### Lelystad
1. Elise Hordijk - 53
2. Jennie Kempenaar-van Ittersum - 71
3. Jan-Nico Appelman - 31
4. Aart Reussing - 78
5. Dick Hellinga - 20
6. Riekje van Belle - 29
7. Ryanna de Boer - 4
8. Jelle Hijmissen - 22
9. Johan Goos - 51
10. Fokke Hoekstra - 20
11. Nicole Smits - 30
12. Jeltje Vliegenthart-Kuiken - 34
13. Siert Jan Lap - 19
14. Marcel van Dongen - 10
15. Marian Uitdewilligen - 70
16. Marjanne Romkes-Foppen - 30
17. Koos Hopster - 6
18. Hans Crebas - 29
19. Egge Jan de Jonge - 39

### Nijmegen
1. Bea Schouten - 191
2. Ernst van der Schans - 52
3. Mark Buck - 110
4. Arjan Tolkamp - 4[c]
5. Gerben Karssenberg - 2
6. Wim Burgering - 3[d]
7. Peter Drenth - 8[e]
8. Anna Ermers-Mulder - 23[f]

### Arnhem
1. Ria Aartsen-den Harder - 170
2. Jan Dirk van den Borg - 111
3. Trudy Doornhof-Molenaar - 232
4. Arjan Tolkamp - 317[c]
5. Wim Burgering - 46[d]
6. Anne van der Meer - 66
7. Ilse Saris - 556
8. Belinda Elfrink - 241
9. Peter Drenth - 187[e]
10. Gerry Ypma-Liefers - 56
11. Bart Teunissen - 47
12. Jander de Blauw - 48
13. Jaap Borst - 39
14. Arie van Alphen - 23
15. Emma van der Heijden - 64
16. Anna Ermers-Mulder - 123[f]
17. Andrea Oosting-Klock - 92
18. Jolanda Pierik-van der Snel - 72
19. Niko Wiendels - 59
20. Jan Pieter van der Schans - 120

### Utrecht
1. Chantal Broekhuis - 55
2. Arjan Noorthoek - 74
3. Angeliek Noortman-Nieuwendijk - 63
4. Christiaan Buis - 136
5. Victoria Ruijs - 41
6. Robbert van Ettekoven - 88
7. Marieke van der Spek-den Besten - 251
8. Gerben Horst - 30
9. Jannelies van Berkel-Vissers - 49
10. Harold Schonewille - 48
11. Claudia de Wit-Heuver - 80
12. Rajinderkoemar Ramcharan - 105
13. Joost Uijtewaal - 24
14. Gerard Migchels - 45
15. Job van den Broek - 11
16. Micheline Paffen-Zeenni - 60
17. Lenny Geluk-Poortvliet - 100

### Amsterdam
1. Rogier Havelaar - 16
2. Susanne de Roy van Zuidewijn-Rive - 18
3. Patricia Wouda - 12
4. Ewoud Poerink - 8
5. Jaap Bond - 5[g]

### Haarlem
1. Olaf Streutker - 41
2. Janny Bakker-Klein - 55
3. Merijn Snoek - 69
4. Sandra van Engelen - 64
5. Thijs Nell - 23
6. Pauline Maat - 130
7. Thirsa van der Meer - 146
8. Daniëlle van Deutekom - 42
9. Ties Eigenhuis - 33
10. Jaap Bond - 37[g]

### Den Helder
1. Falgun Binnendijk - 53
2. Rick Nooij - 114
3. Bram Beemster - 119
4. Willemien Koning-Hoeve - 67
5. Gerard Slegers - 26
6. Els van den Bosch-Swagerman - 100
7. Simon Dijk - 45
8. Annemiek Nuijens - 29
9. Gosse Postma - 80
10. Diana Dekker - 80
11. Jaap Bond - 63[g]

### 's-Gravenhage
1. Christine Everaars - 14
2. Pim Jansen - 5
3. Fatma Aktas - 87
4. Rosita Drigpal-Nagesar - 69
5. Henna Mathura-Dewkinandan - 65
6. Daniëlle Koster - 7
7. David Wan - 235
8. Lucille Barbosa Vazquez-Biesbroeck - 12
9. Kavish Partiman - 46
10. Astrid Frey - 2
11. Nick Prinsen - 1
12. Margreet van Hemert-van der Lans - 7
13. Daniël de Groot - 7
14. Hielke Onnink - 1
15. Max Keulaerds - 4
16. Michel Rogier - 19
17. Jeannette Doll-Gras - 3
18. Wim van de Camp - 7[h]
19. Hilbert Bredemeijer - 13

### Rotterdam
1. Ron Davids - 16
2. Monique Vogelaar - 35
3. Frank Schellenboom - 37
4. Jonathan Hoang - 15
5. Branco Winkels - 12
6. Devie Badloe - 47[i]
7. Jacco van Dam - 16
8. Conny Castelein - 16
9. Antoine van den Oever - 6
10. Antoinette Roetgerink - 11
11. Niek Damen - 8
12. Eveline Been - 10
13. Alex Hallema - 16
14. Anna Bijleveld - 13
15. Kees van der Meer - 8
16. Christine Zandberg - 8
17. Wubbo Tempel - 10
18. Marieke Pronk - 5
19. René Segers-Hoogendoorn - 7
20. Wiljan Vloet - 3[j]
21. Esther de Lange - 2[k]
22. Wim van de Camp - 0[h]
23. Adri Bom-Lemstra - 3[l]
24. Christine Eskes-van Utrecht - 12
25. Sven de Langen - 33

### Dordrecht
1. Particia van Aaken - 64
2. Arjan Kraijo - 11
3. Mieke van Ginkel-van Maren - 29
4. Bas van der Linden - 66
5. Corrie Righolt-Dam - 43
6. Ton Spek - 41
7. Koos Karssen - 15[m]
8. Cilia Meerman-van Benthem - 55
9. Steven van Die - 39
10. Peter Meij - 42
11. Joanne Blaak-van de Lagemaat - 65
12. Marcel 't Hart - 60
13. Bart Overgaauw - 48
14. Johanna Besteman-de Vries - 25
15. Rob van Woudenberg - 36
16. Jacky Silos-Knaap - 59
17. Rob Zwaard - 60
18. Gerdien de Lange-Leguijt - 20
19. Maurits de Haan - 10
20. Iekje Berg - 74
21. Daniël Huising - 360
22. Paul Boogaard - 82
23. Elisabeth van Leeuwen-Klink - 31
24. Arie Slob - 31
25. Wiljan Vloet - 14[j]
26. Peter Heijkoop - 55
27. Esther de Lange - 10[k]
28. Wim van de Camp - 6[h]
29. Adri Bom-Lemstra - 140[l]

### Leiden
1. Marjon Verkleij-Lemmers - 253
2. Dirk Jan Knol - 23
3. Devie Badloe - 51[i]
4. Barend Tensen - 73
5. Anja de Rijk-de Jong - 72
6. Gijs Dupont - 18
7. Irma Bultman - 59
8. Frank Buijs - 37
9. Dorenda Gerts - 42
10. René Zoetemelk - 35
11. Ria van der Burg-van Leeuwen - 54
12. Kees van der Zwet - 31
13. Marcel van Tol - 47
14. Gerrit Goedhart - 52
15. Elly van den Bosch-Damen - 22
16. Bob van der Deijl - 55
17. Hans van Ek - 14
18. Jaap Schep - 25
19. Koos Karssen - 29[m]
20. Jan-Willem van den Beukel - 29
21. Mirjam van der Stelt - 31
22. Gerrit Jan Miedema - 19
23. Meindert Stolk - 19
24. Sarah Alsalhawi - 29
25. Ton de Gans - 24
26. Pien Meppelink - 21
27. Esther de Lange - 21[k]
28. Wim van de Camp - 13[h]
29. Adri Bom-Lemstra - 50[l]

### Middelburg
1. René Molenaar - 37
2. Jos van Ginneken - 116
3. Easther Houmes - 56
4. Johan Aalberts - 75
5. Piet van de Kerkhove - 64
6. Floortje Buteijn-Leemans - 19
7. Siwart Mackintosh - 12
8. Karin van den Broeke - 60
9. Mitchel Vermeulen - 59
10. Marieke Braber-Schot - 15
11. Joost de Goffau - 42
12. Pieter Koeman - 14
13. Petrina Geluk-den Engelsman - 43
14. Wim Jansen - 28
15. Marianne Kloosterboer-Dijkstra - 31
16. Jack Begijn - 77
17. Ad Schenk - 51
18. Adri Totté - 72
19. Marjan Vermaire - 22
20. Pieter Wisse - 36
21. Jo Kodde - 22
22. Daniël Joppe - 25
23. Ada Overwater - 8
24. Roderik Bin - 8
25. Denis Steijaert - 82
26. Rinus van 't Westeinde - 91

### Tilburg
1. Ton Braspenning - 236
2. Matthijs van Oosten - 101
3. Thomas Adams - 58
4. Hans Peter Verroen - 61
5. Caspar Rutten - 157
6. Mark van den Broek - 114
7. Luc Rullens - 197
8. Berrie Broeders - 64
9. Janet Frankemölle-Bolier - 69
10. Tess van de Wiel - 96
11. Kees Grootswagers - 155
12. Désirée Brummans - 77
13. Geertje Mink - 78
14. Marcel Willemsen - 93
15. René van Ginderen - 125
16. Tosca Goorden-Winde - 139
17. Jeroen Weerdenburg - 30
18. Ineke Couwenberg - 151
19. Ruud Spohr - 60

### 's-Hertogenbosch
1. John Bankers - 139
2. Stef Luijten - 567
3. Peter van Boekel - 101
4. Marius Tielemans - 136
5. Frans Wouters - 44
6. Frans Kuppens - 142
7. Joost Hendriks - 75
8. Leo Cuijpers - 110
9. Linda Hofman-Jobse - 300
10. Marc Jeucken - 109
11. Huseyin Bahar - 27
12. Tonny Meulensteen - 41
13. Bart Claassen - 96
14. Mark Janssen - 223
15. Piet Machielsen - 53
16. Louis Swinkels - 51
17. Jan Boersma - 31
18. Franko van Lankvelt - 60
19. Caroline van Brakel - 65
20. Fons d' Haens - 76
21. Leroy van de Ven - 35
22. Romana dos Ramos-Verstraeten - 9
23. Christa van de Langenberg - 94
24. Marionne van Dongen-de Kruijf - 119

### Maastricht
1. Antoon Splinter - 137
2. Ellie Franssen-Muijtjens - 188
3. Tom Verhaegh - 200
4. Angely Waajen-Crins - 310
5. Ralph Diederen - 212
6. Anne Thielen - 292
7. Johan Geraats - 534
8. Tessa Geelen - 472
9. Harold Schroeder - 161

### Bonaire
1. Koos Sneek - 127
2. Freek Marchal - 0

VVD · PVV · CDA · D66 · GroenLinks · SP · PvdA · ChristenUnie · Partij voor de Dieren · 50PLUS · SGP · DENK · FVD · BIJ1 · JA21 · Code Oranje · Volt · NIDA · Piratenpartij · LP · JONG · Splinter · BBB · NLBeter · LHK · OPRECHT · JEZUS LEEFT · TROTS · UCF · Lijst 30 · PvdE · DFP · VSN · WZNL · Modern Nederland · De Groenen · PvdR
1977 · 1981 · 1982 · 1986 · 1989 · 1994 · 1998 · 2002 · 2003 · 2006 · 2010 · 2012 · 2017 · 2021 · 2023